# 李子俊
李子俊（英語：Jonathan Li Tsz-Chun，1979年2月3日—），香港電影導演。李子俊開始從《男人四十》場記做起，後成為副導演、導演。

## 经历
1979年出生於香港，2001年入行，在《男人四十》中任製作助理，后由場記漸升為副導演，先後追隨過馬楚成、鄭保瑞等導演。2010年後以協助麥兆輝、莊文強為主，曾在二人執導的《飛砂風中轉》、《竊聽風雲3》等影片中任副導演。其後獲太陽娛樂文化赏识，先是擔任《老笠》執行導演，2017年執導首部电影《狂獸》，獲第37屆香港電影金像獎新晉導演提名。2017年獲選為香港電影副導演會第一屆會長。
2024年，李子俊憑《第八個嫌疑人》奪得第30屆香港電影評論學會大獎最佳導演。

## 作品
| 年份 | 名稱              | 職務 | 職務 | 職務 | 備註                                   |
| 年份 | 名稱              | 導演 | 編劇 | 監製 | 備註                                   |
| ---- | ----------------- | ---- | ---- | ---- | -------------------------------------- |
| 2017 | 狂獸              | 是   | 否   | 否   | 處女作                                 |
| 2023 | 第八個嫌疑人      | 是   | 否   | 否   |                                        |
| 2025 | 三命              | 是   | 否   | 否   | 首次拍電視劇，與黃偉傑、張家傑共同執導 |
| 2025 | 私家偵探          | 是   | 否   | 否   | 與周汶儒共同執導                       |
| 待定 | 逆火英雄          | 是   | 否   | 否   |                                        |
| 待定 | 風雲天下III之斷浪 | 是   | 否   | 否   | 與馬榮成、李光耀共同執導               |

## 獎項
| 年度 | 頒獎典禮                     | 獎項     | 影片             | 結果 |
| ---- | ---------------------------- | -------- | ---------------- | ---- |
| 2017 | 第37屆香港電影金像獎         | 新晉導演 | 《狂獸》         | 提名 |
| 2023 | 第三十屆香港電影評論學會大獎 | 最佳導演 | 《第八個嫌疑人》 | 獲獎 |
| 2023 | 第三十屆香港電影評論學會大獎 | 推薦電影 | 《第八個嫌疑人》 | 獲獎 |

## 外部連結
- 李子俊在香港影庫上的簡介
- 李子俊在豆瓣上的资料（简体中文）
- 李子俊在互联网电影资料库（IMDb）上的資料（英文）